# 珍尼湖
珍尼湖是马来西亚第二大天然湖泊，位于彭亨州中南部，由十二个大大小小的湖组成。湖的面积达5,085公顷。珍尼河从珍尼湖流出，之后汇入彭亨河。珍尼湖畔也是半島原住民中加昆族的居住地。珍尼湖也在2009年被联合国教科文组织列为马来西亚半岛的生物圈保护区，另一个则是位于沙巴州的克洛克山脉。不过随着当地生态环境品质变差，使珍尼湖有可能在未来被联合国教科文组织除名。

## 生态环境
珍尼湖蕴含丰富的自然生态环境，其中湖中种有138种不同品种的花、300种陆地生物、144种水中生物等。以往到了8至9月，湖面上会盛开许多粉红色的荷花，一大片的荷花漂浮在湖面上与蓝天相呼应，形成一幅美丽景色。但由于缺乏妥善的管理，以及当地无节制开采开垦树木和矿物等，导致清澈的湖水已变得混浊，就连码头也开始倾斜，需要进行维修等。附近的山丘随着矿物开采而变得“秃头”。湖泊污染也影响了临近的原住民社群，经济活动使湖里的鱼儿不适合食用，矿物开采也使他们不能采集传统药物作为收入来源。

## 传说
根据传说，珍尼湖湖底藏著一座被淹没的高棉古城（Khmer City），这座城市留下了许多的黄金，而这些黄金被一条龙守护着，防止那些对黄金起贪念的小人盗取之。另外珍尼湖也有传说曾经是古暹罗和柬埔寨皇朝军队南征的水路，因此也有湖底皇朝的传说。据信湖底拥有不少的沉船，船上也藏有大量的古物。而在传说中，巨龙是“居住”在珍尼湖内，守护着这个古代沉没的古城。

## 图片集

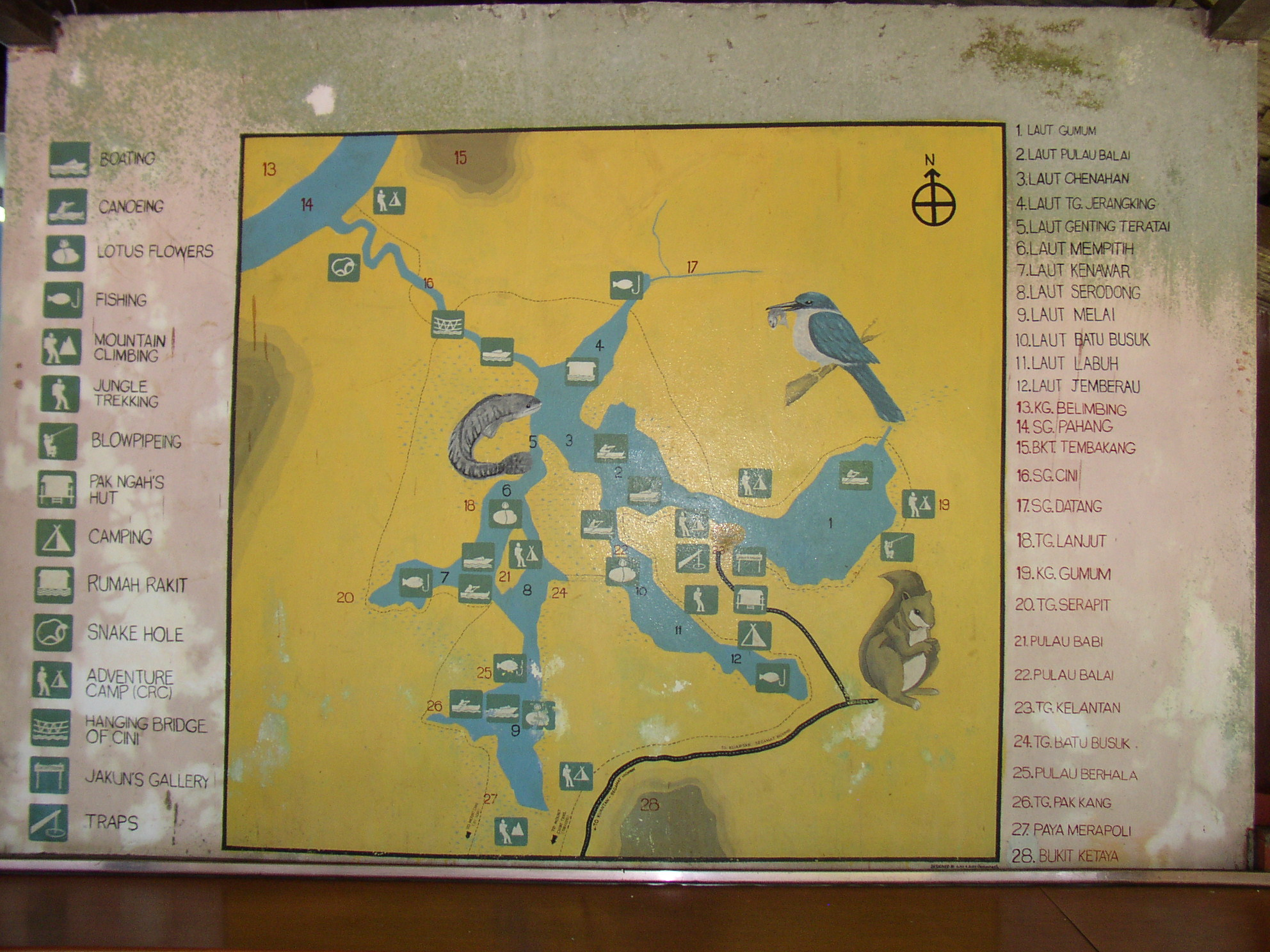
当地的告示牌
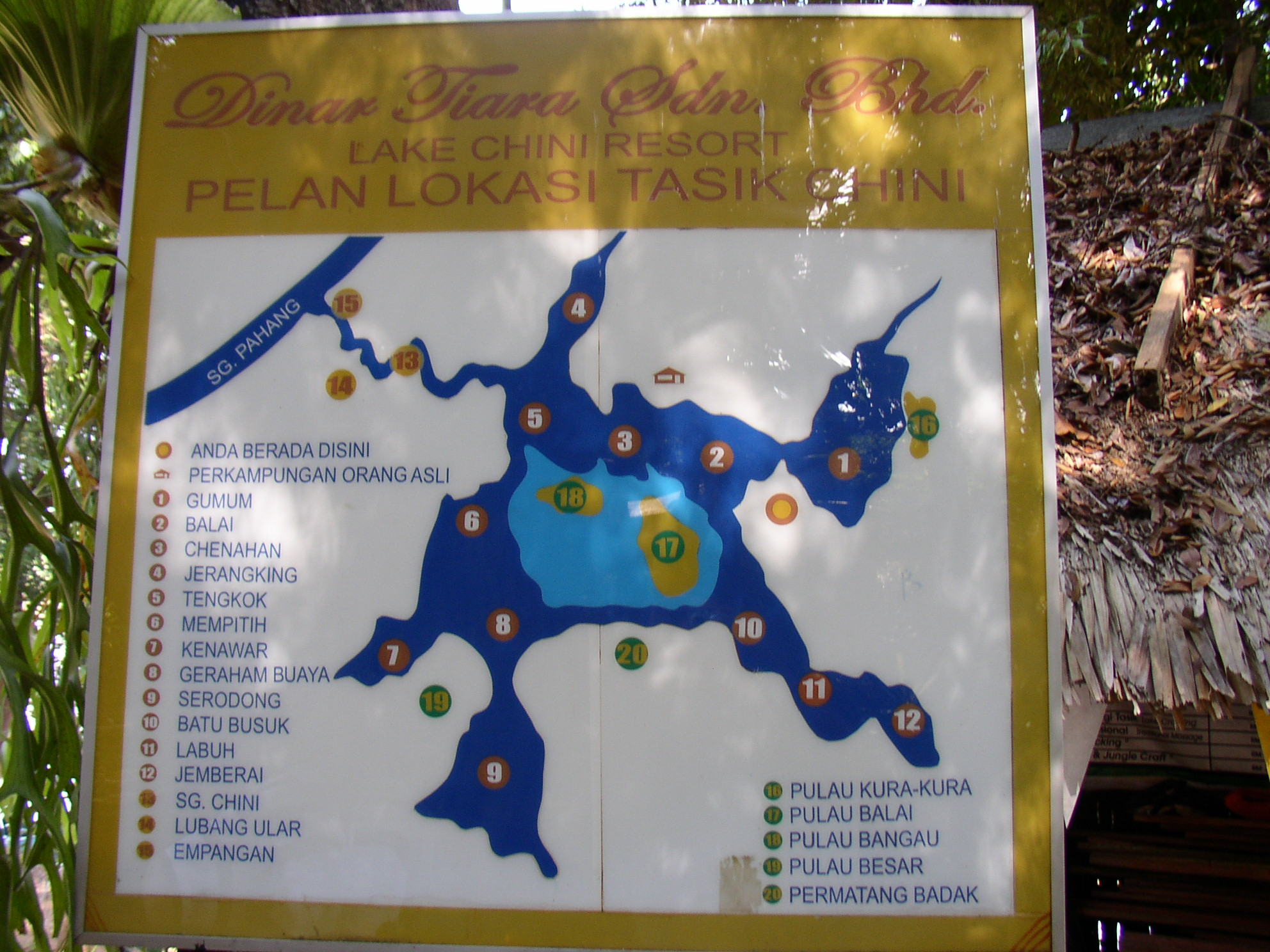
珍尼湖的旅客告示牌
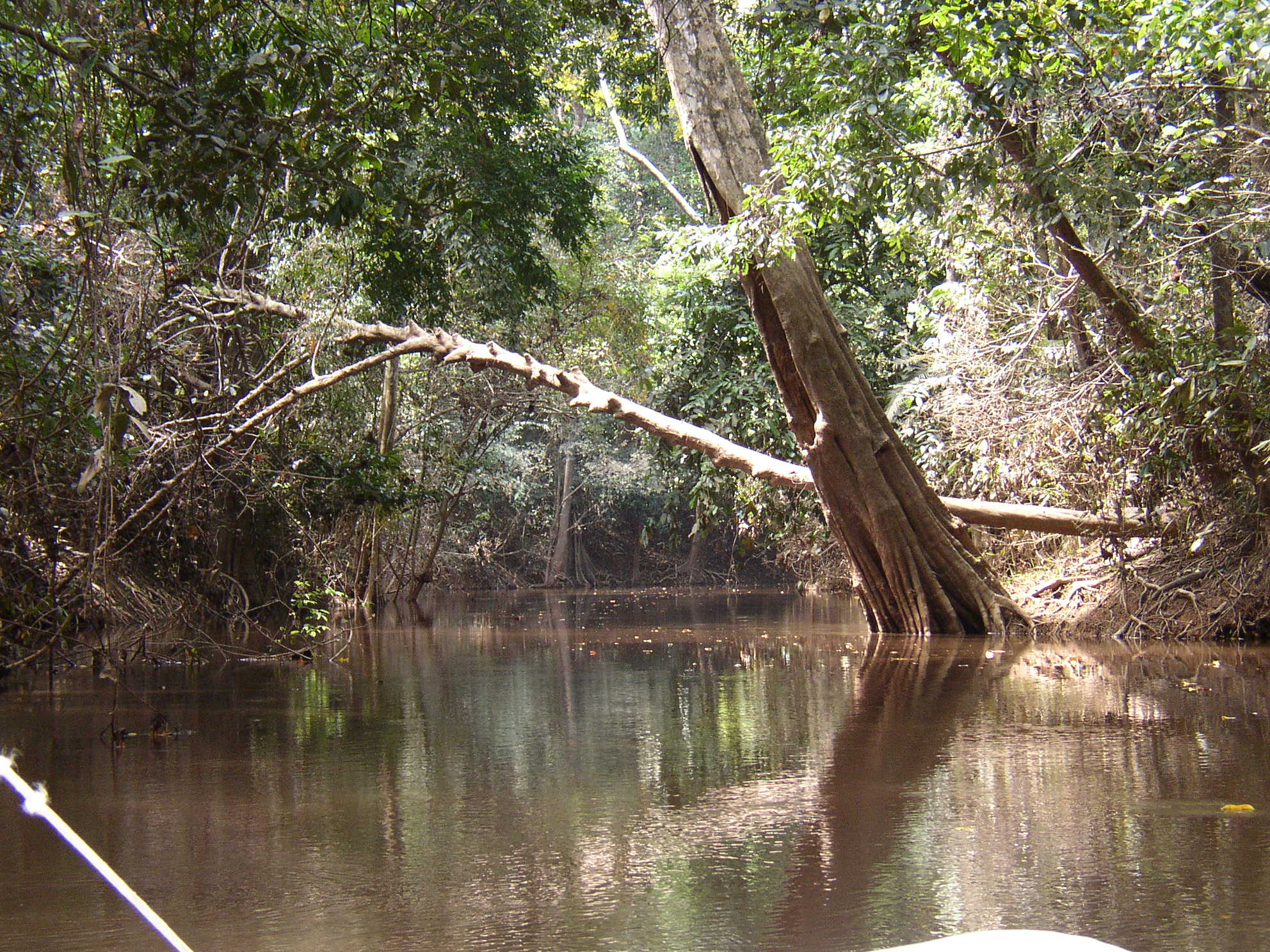
珍尼河